# زیردریایی کلاس پرمیت
سابمارین کلاس پرمیت (به انگلیسی: Permit-class submarine) یک کلاس از زیردریایی است که طول آن ۲۷۸ فوت ۵ اینچ (۸۴٫۸۶ متر) می‌باشد.